# BMP-23
Der BMP-23 (bulgarisch: БМП-23) ist ein schwimmfähiger Schützenpanzer aus bulgarischer Entwicklung. Die Abkürzung BMP-23 steht im Bulgarischen für бойна машина на пехотата-23, was „Gefechtsfahrzeug der Infanterie 23“ bedeutet und das Kaliber der Hauptwaffe numerisch wiedergibt.

## Entwicklungsgeschichte
Mitte der 1970er-Jahre erwarb die Volksrepublik Bulgarien von der Sowjetunion die Lizenz zur Herstellung der 122-mm-Selbstfahrlafette 2S1 Gwosdika, die auf dem MT-LB-Truppentransporter basierte. Das bulgarische Staatsunternehmen Terem entwickelte auf dieser Grundlage diverse Militärfahrzeugtypen, darunter die Schützenpanzer BMP-23 und BMP-30.
Der Schützenpanzer BMP-23 wurde erstmals 1984 auf einer Militärparade der Öffentlichkeit präsentiert und bis 1985 in vollem Umfang in die bulgarische Armee eingeführt. Im Rahmen der „Koalition der Willigen“ wurde ein bulgarisches Kontingent in den Irak entsandt, das den BMP-23 als Schützenpanzer verwendete. Dokumentierte Exporte sind nicht bekannt.

## Technik und Bewaffnung
Das Fahrgestell des BMP-23 hat wie die Selbstfahrlafette 2S1 sieben Laufräder pro Seite, während der ursprüngliche MT-LB-Mehrzweck-Panzerträger kürzer ist und nur über sechs Laufräder verfügt. Zudem wurde der leistungsstärkere JaMS-238-Dieselmotor eingebaut, der vom russischen Motorenhersteller JaMZ zugeliefert wurde.
Der Turm des Schützenpanzers ist eine rein bulgarische Entwicklung. Bewaffnet ist dieser mit einer 23-mm-Maschinenkanone des Typs 2A14 und einem 7,62-mm-PKT-Maschinengewehr, das koaxial zur Hauptwaffe montiert wurde. Die 23-mm-Waffe wurde ursprünglich als Flugabwehrkanone für die SU-23 konzipiert. Die Kadenz beträgt praktisch 400 Schuss pro Minute bei einer effektiven Feuerreichweite von 2500 Metern gegen Luftziele und 2000 Metern gegen Bodenziele. Spätere Versionen wurden zusätzlich mit den sowjetischen Panzerabwehrlenkwaffen der Typen 9K111 Fagot und 9K113 Konkurs ausgestattet, um die Bekämpfung von Panzern zu ermöglichen.
Der Panzer ist ohne Vorbereitung schwimmfähig, lediglich das Schwallbrett am Bug muss für das Durchqueren eines Wasserhindernisses umgeklappt werden. Die Besatzung besteht aus drei Mann. Der Fahrer sitzt links vorne neben dem Antriebsaggregat, der Kommandant und der Richtschütze im Turm. Die sieben Mann zählende Schützengruppe besteigt das Fahrzeug durch zwei nach außen öffnende Hecktüren und sitzt Rücken an Rücken quer zur Fahrrichtung im hinteren Bereich des BMP-23. Die Soldaten können mit ihren Schusswaffen durch Schießluken in das Gefecht eingreifen.

## Varianten
- BMP-23A: Verbesserte Version des BMP-23 mit drei Nebelwurfbechern, die jeweils links und rechts am Turm angebracht sind. Zusätzliche Bewaffnung mit Panzerabwehrraketen.
- BRM-23: Aufklärungspanzerversion mit zusätzlicher Beobachtungsausstattung und insgesamt fünf Mann Besatzung.
- BMP-30: Nachfolger des BMP-23 mit schwerer Bewaffnung.